# Rhaphidophora okapensis
Rhaphidophora okapensis är en kallaväxtart som beskrevs av Peter Charles Boyce och Josef Bogner. Rhaphidophora okapensis ingår i släktet Rhaphidophora och familjen kallaväxter. Inga underarter finns listade.